# Ecozone

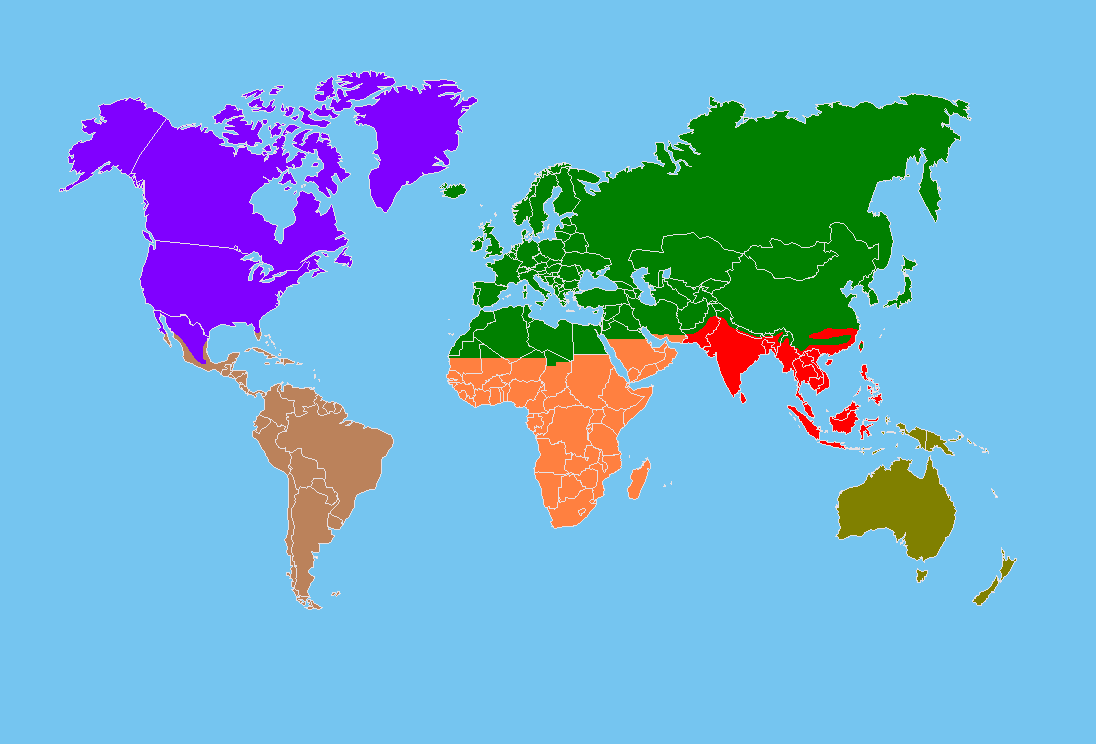
Kaart van de ecozones van de wereld (Oceanië en Antarctica niet getoond):
Nearctisch
Palearctisch
Afrotropisch
Indomaleisisch/Oriëntaals
Australaziatisch
Neotropisch

Ecozones, biogeografische provincies of zoögeografische provincies zijn gebieden die de aarde verdelen in acht biogeografische zones, waarin de flora en fauna relatief gezien belangrijke ecologische overeenkomsten vertonen. De zones kunnen weer verder onderverdeeld worden in ecoregio's en sub-ecoregio's.

## Onderverdeling
Tegenwoordig worden er meestal zes verschillende ecozones onderscheiden (zie ook de kaart). Het WWF geeft er een tweelettercode aan:
- (PA) Het Palearctisch gebied (Europa, Noord-Afrika en grote delen van Azië)
- (NA) Het Nearctisch gebied (het grootste deel van Noord-Amerika)
- (AT) Het Afrotropisch gebied (Afrika ten zuiden van de Sahara, Arabisch Schiereiland en Madagaskar)
- (NT) Het Neotropisch gebied (Zuid- en Midden-Amerika)
- (IM) Het Oriëntaals gebied (Zuid-Azië, Zuidoost-Azië en de Indonesische eilanden tot Celebes)
- (AA) Het Australaziatisch gebied (Molukken, Nieuw-Guinea, Nieuw-Zeeland, Australië en de Pacifische eilanden)

Het WWF onderscheidt daarnaast nog de ecozones:
- (OC) Het Oceanisch gebied (de eilanden van de Grote Oceaan, zoals Hawaï)
- (AN) Het Antarctisch gebied (een aantal eilanden in de zuidelijke oceanen en Antarctica zelf)

De Nearctische en Palearctische gebieden worden soms samen het Holarctisch gebied genoemd. De grenzen zijn niet altijd even duidelijk en er zijn een aantal overgangsgebieden. Zo heeft de regio rond Celebes (Wallacea) kenmerken van zowel het Oriëntaalse als het Australaziatische gebied.
De tweelettercode voor het Oriëntaals gebied is IM voor Indo-Malayan. Het WWF gebruikt deze codes als prefix voor de onderverdeling van de ecozones in ecoregio's. Bijvoorbeeld de ecozone waarin Nederland en Vlaanderen liggen heeft de code PA0402. Het voorvoegsel PA geeft aan dat de ecozone het Palearctisch gebied is. Het 04 deel daarvan geeft aan dat het bioom ervan tot de gematigd loofbos en gemengd bos behoort.